# František Václav Goller
František Václav Goller (4. října 1839 Horažďovice – 26. ledna 1911 Holoubkov u Rokycan) byl český chemik, cukrovarník, vynálezce a podnikatel, průkopník oboru cukrovarnictví v zemích Koruny české. Zastával funkci prvního ředitele Společnosti pro průmysl cukerní, posléze pak předsedy České společnosti chemické.

## Život
Narodil se v Horažďovicích v jihozápadních Čechách. Získal technické vzděláním následně pracoval v několika cukrovarech. Okolo roku 1870 pracoval v cukrovaru v Poděbradech v polabské cukrovarnické oblasti. Zde se svou rodinou žil, mj. byl náčelníkem zdejšího sboru dobrovolných hasičů. S přáteli spoluzaložil Spolek cukrovarníků východních Čech, jehož se stal prvním jednatelem. V září roku 1878 vynalezl a zkonstruoval difusni nože na řezání řepy, známé později jako tzv. Gollerovy nože. Roku 1884 se stal technickým inspektorem Živnostenské banky. Téhož roku spoluzakládal Společnost pro průmysl cukerní, ve které se stal jejím prvním vrchním ředitelem. Zde působil až do roku 1904, v letech 1904-1906 působil také ve vedení České společnosti chemické., které byl již od roku 1900 čestným členem.

### Úmrtí
František Václav Goller zemřel 26. ledna 1911 v Holoubkově poblíž Rokycan ve věku 71 let. Byl pohřben v rodinné hrobce na Vinohradském hřbitově.

### Rodina
Byl ženatý s Kateřinou Gollerovou. Jejich syn Felix Goller posléze působil jako vrchní ředitel Zemské banky.